# 城巴796X線
城巴796X線是香港一條巴士路線，由城巴經營，來往將軍澳工業邨及尖沙咀東，途經日出康城、清水灣半島、將軍澳南、將軍澳市中心、尚德邨、調景嶺、將軍澳隧道、觀塘繞道、新蒲崗、九龍城、馬頭圍、土瓜灣、紅磡及紅磡繞道，是首條全日往返將軍澳工業邨和九龍市區的巴士路線。
城巴796P線來往將軍澳站及尖沙咀東，途經調景嶺、尚德、將軍澳隧道、觀塘繞道、啟德隧道、東九龍走廊、佐敦及尖沙咀，祇於每日特定時段提供服務。

## 歷史
運輸署在1999年7月為將軍澳南及天水圍北新發展區兩組共13條巴士線的經營權作招標，將軍澳南佔當中7條，邀請各間現有專營巴士公司入標競投。由於招標需時，加上尚德邨於1998年入伙後，該區往返九龍的需求日漸增加，所以運輸署將其中一條擬招標，往返將軍澳南至土瓜灣、紅磡及九龍地鐵站的新線，交由九巴提早開辦，編號為296X，往返尚德（唐德街）（現址為香港九龍東皇冠假日酒店對出）至紅磡碼頭，於1999年5月17日起投入服務，九巴亦已知悉該線將要交予將會投得將軍澳南路線的新經營者營辦。
296X線當時分別以利蘭奧林比安11米（AL）和富豪奧林比安11米（AV）空調巴士行走。因該邨對公共交通需求非常殷切，可是沒有足夠空間停泊巴士，包括本線在內的新開辦路線需停泊在邨外的路旁，唐德街便成為本線最初在將軍澳的總站。
1999年11月30日，運輸署正式公佈該7條路線由新巴投得，其董事總經理在當時形容這是新巴衝出港島區的第一步，是一個「新地盤」。新巴投得路線後，以前往九龍機鐵站的乘客量稀少為由，向運輸署申請將九龍總站留置於紅磡碼頭並獲批准。隨後新巴曾兩度提出開辦接駁路線705M方便此路線乘客前往尖沙咀、油麻地與九龍站，然而兩次都未能成功開辦。
新巴終於按照計劃於2000年2月1日接辦296X線，並按照新巴的編號模式，把路線編號更改為796X，並與同日開辦的796M線（已取消），成為新巴首兩條服務新界區及九龍區的專利非過海巴士路線，以及新界區及九龍區首兩條700系列編號專利巴士路線。當時派車使用12米長的富豪超級奧林比安特低地台空調巴士（50xx）。與此同時，九巴296X線的原有用車大部份被編配行走過海隧道巴士103線。
由九巴開辦至新巴接辦後，客量上均能夠保持一定水平。踏入千禧年代，由於九龍城區的學額不足，令很多學童需要跨區到將軍澳的學校上課，在早上繁忙時段，本線來回程方向的客量也相當不俗，需要由過海隧道巴士路線調派車輛行走；而馬頭圍、土瓜灣、紅磡一帶仍未有鐵路交通服務，亦為本線造就出一個好機會，調景嶺和將軍澳市中心一帶發展的同時，本線客量也隨之而上升。2009年中，此路線首次調整票價，全程收費被調高5.6%。
步入2010年代，於2010-2011年度巴士路線發展計劃中，新巴計劃把本線九龍區總站延長至尖沙咀東，原本建議總站設於科學館道的路邊泊位，後來過海隧道巴士973及973P線遷往麼地道近麼地道公園作總站，因而騰出車坑，本線得以於2011年3月6日遷入尖沙咀東巴士總站。
於2011-2012年度油尖旺區巴士路線發展計劃中，新巴建議本線的將軍澳總站由將軍澳站公共運輸交匯處延長至康城站公共運輸交匯處、往尖沙咀東方向改經馬頭圍道而不經漆咸道北，以減少受漆咸道北塞車影響行車班次。此外，新巴亦建議於平日上午繁忙時間增設特快路線796P，由日出康城經將軍澳市中心、調景嶺、啟德隧道、東九龍走廊直達尖沙咀東。新巴的建議最後於2011年8月14日起實施，796X線成為首條全日服務日出康城的對外巴士路線。本線延長路線後，行車里數升至24.2公里，成為新巴來往將軍澳至九龍市區路線最長的一條（新巴798線雖然全長達27公里，但並非來往九龍市區）。本路線的「日出康城」地點牌及電子路線牌，新巴採用的英文名稱為Lohas Park，而非「日出康城」的官方英文名稱LOHAS Park。
- 1999年5月17日：796X前身九龍巴士296X投入服務，往返尚德（唐德街）及紅磡碼頭，全程收費$6.8。
- 1999年8月1日：由唐德街開出後，改經唐明苑外的迴旋處掉頭，再沿唐俊街往唐明街。
- 1999年11月30日：運輸署助理署長宣布，新巴得到包括796X在內的7條將軍澳九龍專線的經營權，296X將會改由新巴經營。
- 2000年2月1日：296X正式改由新巴營辦，配合新巴將軍澳九龍專線的路線編號編排，改稱796X，並且維持九巴訂立的起訖點、行車路線和票價。
- 2001年4月9日：796X新界區總站延長至寶盈花園。因新總站一帶有貨車阻路，數天後才能正式遷站。
- 2001年4月22日：新巴調整票價，全程收費由$6.8調高至$7.1。
- 2002年5月6日：繞經彩明苑。
- 2002年8月11日：新界區總站由寶盈花園遷往新落成的將軍澳站公共運輸交匯處。
- 2008年6月8日：新巴再調整票價，全程收費由$7.1調高至$7.5。
- 2010年1月29日至3月21日：由於發生馬頭圍道唐樓倒塌事件，馬頭圍道近北拱街臨時封閉，796X往將軍澳站方向離開蕪湖街後，改經德民街、紅磡道及庇利街後才返回原有路線。
- 2011年3月6日：796X總站由紅磡碼頭延長至尖沙咀東，來回程改經紅磡繞道、梳士巴利道及漆咸道南，不再駛入紅磡碼頭巴士總站[4]。
- 2011年8月14日：796X平日08:50後班次（將軍澳開）／平日08:10後班次（尖沙咀開）及假日所有班次，總站由將軍澳站延長至日出康城，所有往尖沙咀的班次，改經馬頭圍道而不經漆咸道北，尖沙咀東尾班車延長至00:40開出[7]。
- 2011年8月15日：796P投入服務，取道啟德隧道及東九龍走廊直達尖沙咀東[8][6]。
- 2011年11月14日：796P終點站由尖沙咀東（梳士巴利道）遷入尖沙咀東（麼地道）巴士總站[9]。
- 2014年2月10日：796P繞經領都，並調整07:40開出之行車路線[10]。
- 2014年11月9日：796X往日出康城的班次，來回程均繞經環保大道、環澳路、迴旋處、環澳路及環保大道，並加停日出康城領都；同日起，796P所有班次均改以廣東道新港中心為終點站[11]。
- 2015年9月14日：796P逢星期一至五（公眾假期除外）黃昏增設回程服務，由中港碼頭開往日出康城，經彌敦道及加士居道[12]。
- 2017年9月25日：
  - 796X原有往返日出康城之班次延長至將軍澳工業邨；另除早上往將軍澳站班次外，各班次來回程皆繞經將軍澳市中心南一帶：[13][14]
    - 由將軍澳工業邨開出之班次經駿宏街、駿才街、駿盈街、駿光街、駿昌街及駿日街返回環保大道原有路線，不經康城站公共運輸交匯處，取消環保大道「峻瀅」站，改停「駿宏街」、「駿盈街」、「駿才街」及「駿光街」站；
    - 所有往尖沙咀東方向之班次駛至寶邑路後改經至善街返回唐俊街原有路線，取消寶邑路「寶盈花園」站，改停至善街「怡明邨」、「播道書院」及唐俊街「天晉II」站；
    - 往將軍澳工業邨方向駛至唐俊街後改經至善街返回寶邑路原有路線，復於停靠「峻瀅」站後改直駛環保大道，經駿日街前往將軍澳工業邨後，再繞經駿宏街、駿才街及駿日街，返回將軍澳工業邨作終點站，不再繞經康城站公共運輸交匯處，取消寶邑路「將軍澳廣場」、環保大道北行「日出康城領都」及「將軍澳港鐵車廠」站，改停唐俊街「寶盈花園」、至善街「播道書院」、環保大道南行「日出康城領都」、駿日街「大赤沙消防局」、「駿日街」及駿才街「電視廣播城」站。

  - 796P線加強服務，並大幅修改將軍澳市中心一帶的走線：
    - 早上班次增至六班車，依原有路線至寶邑路後改經至善街、唐賢街、景嶺路、調景嶺站公共運輸交匯處、景嶺路、唐明街、寶康路及靈康路返回寶順路原有路線，取消寶康路「富康花園」及唐明街「唐明街」站，改停至善街「怡明邨」、「播道書院」、唐賢街「藍塘傲」、唐明街「尚德廣場」、「尚德邨尚智樓」及靈康路「靈實醫院」站；
    - 下午班次增至四班車，改由尖沙咀（東）開出，經漆咸道南及梳士巴利道前往彌敦道原線，復於離開將軍澳隧道後改經環保大道、寶邑路、寶康路、唐明街、景嶺路、翠嶺路、寶邑路、唐賢街及至善街返回寶邑路原有路線；並取消中港碼頭巴士總站、廣東道「新港中心」、唐明街「唐明苑」、「尚德廣場」、唐俊街「佛教志蓮小學」及寶邑路「將軍澳廣場」站，改停漆咸道南「香港科學館」、「麼地道」、梳士巴利道「尖東站」、寶康路「富康花園」、唐明街「唐明街」、寶邑路「將軍澳中心」、至善街「天晉III」及「播道書院」站；
- 2018年2月12日：增設實時抵站時間查詢服務。[15]
- 2018年9月30日：796P線延長上午班次往尖沙咀方向的服務時間至每日07:00至12:00；同時改以尖沙咀（東）為終點，原線於漆咸道北後經加士居道、佐敦道及彌敦道往梳士巴利道，並不再途經九龍公園徑及廣東道前往新港中心[16]。
- 2018年11月12日：796X線提早星期一至五(公眾假期除外)由將軍澳工業邨開出的頭班車時間為06:30。[17]
- 2019年7月21日：796P線在星期一至五，由尖沙咀東往康城站的班次的尾班車延長至00:00開出；星期六、日及公眾假期17:45至00:00，增設尖沙咀東往康城站的服務，每15至20分鐘一班。[18]
- 2019年12月29日：796P線由日出康城開出尾班車時間延長至14:00，尖沙咀東開出頭班車時間提早至16:00。[19]
- 2020年10月2日：往將軍澳方向加停將軍澳隧道巴士轉乘站，並增設八達通轉乘優惠。[20]
- 2020年12月10日 : 因應馬頭圍道重置工程完成，往將軍澳方向取消馬頭圍道「農圃道」站，改停「天光道」站。[21]
- 2021年5月1日：往九龍方向加停將軍澳隧道巴士轉乘站，並增設八達通轉乘優惠。[22]
- 2021年7月25日：796P線延長服務時間，往尖沙咀東的尾班車延長至17:00開出，往康城站的頭班車提早至12:00開出。[23]
- 2023年7月1日：因應新巴城巴合併，本線改由城巴經營。
- 2024年9月29日：796P線將軍澳總站縮短至將軍澳站，不再途經日出康城及清水灣半島，日出康城及清水灣半島由790線延長服務時間所取代[24]。

## 服務時間及班次
796X
| 將軍澳工業邨／將軍澳站開 | 將軍澳工業邨／將軍澳站開   | 將軍澳工業邨／將軍澳站開   | 尖沙咀東開       | 尖沙咀東開  | 尖沙咀東開   |
| 日期                     | 服務時間                   | 班次（分鐘）               | 日期             | 服務時間    | 班次（分鐘） |
| ------------------------ | -------------------------- | -------------------------- | ---------------- | ----------- | ------------ |
| 星期一至五               | 05:25-06:05                | 20                         | 星期一至五       | 06:25-07:40 | 25           |
| 星期一至五               | 06:05-06:31                | 13                         | 星期一至五       | 08:05-10:10 | 25           |
| 星期一至五               | 07:18、07:29、07:55        | 07:18、07:29、07:55        | 星期一至五       | 10:10-12:50 | 20           |
| 星期一至五               | 08:20-09:00                | 20                         | 星期一至五       | 12:50-14:49 | 17           |
| 星期一至五               | 06:30、06:55、07:25        | 06:30、06:55、07:25        | 星期一至五       | 14:49-15:05 | 16           |
| 星期一至五               | 07:55、08:15               | 07:55、08:15               | 星期一至五       | 15:05-15:50 | 15           |
| 星期一至五               | 08:50-12:10                | 20                         | 星期一至五       | 15:50-16:50 | 12           |
| 星期一至五               | 12:10-13:10                | 15                         | 星期一至五       | 16:50-18:50 | 15           |
| 星期一至五               | 13:10-19:30                | 20                         | 星期一至五       | 18:50-21:10 | 20           |
| 星期一至五               | 19:30-23:40                | 25                         | 星期一至五       | 21:10-22:10 | 15           |
|                          |                            |                            | 星期一至五       | 22:10-23:50 | 20           |
| 23:50-00:40              | 25                         |                            | 星期一至五       |             |              |
| 星期六                   | 05:25-07:05                | 25                         | 星期六           | 06:25-06:55 | 30           |
| 星期六                   | 07:25、07:57、08:40、09:00 | 07:25、07:57、08:40、09:00 | 星期六           | 06:55-07:45 | 25           |
| 星期六                   | 07:25、07:55、08:15        | 07:25、07:55、08:15        | 星期六           | 08:10-11:30 | 25           |
| 星期六                   | 08:50-10:10                | 20                         | 星期六           | 11:30-12:10 | 20           |
| 星期六                   | 10:10-13:10                | 12                         | 星期六           | 12:10-15:00 | 17           |
| 星期六                   | 13:10-15:10                | 15                         | 星期六           | 15:00-16:04 | 16           |
| 星期六                   | 15:10-18:50                | 20                         | 星期六           | 16:04-16:40 | 12           |
| 星期六                   | 18:50-20:55                | 25                         | 星期六           | 16:40-17:10 | 15           |
| 星期六                   | 20:55-22:15                | 20                         | 星期六           | 17:10-20:10 | 20           |
| 星期六                   | 22:40、23:10、23:40        | 22:40、23:10、23:40        | 星期六           | 20:10-20:58 | 16           |
|                          |                            |                            | 星期六           | 20:58-22:10 | 12           |
| 22:10-22:40              | 15                         |                            | 星期六           |             |              |
| 22:40-23:00              | 20                         |                            | 星期六           |             |              |
| 23:00-00:40              | 25                         |                            | 星期六           |             |              |
| 星期日及公眾假期         | 05:20-07:00                | 25                         | 星期日及公眾假期 | 06:25-09:20 | 25           |
| 星期日及公眾假期         | 07:00-09:00                | 20                         | 星期日及公眾假期 | 09:20-15:00 | 20           |
| 星期日及公眾假期         | 09:00-10:00                | 15                         | 星期日及公眾假期 | 15:00-18:00 | 15           |
| 星期日及公眾假期         | 10:00-11:00                | 20                         | 星期日及公眾假期 | 18:00-20:00 | 20           |
| 星期日及公眾假期         | 11:00-13:00                | 15                         | 星期日及公眾假期 | 20:00-21:00 | 15           |
| 星期日及公眾假期         | 13:00-14:00                | 20                         | 星期日及公眾假期 | 21:00-22:10 | 17/18        |
| 星期日及公眾假期         | 14:00-16:00                | 15                         | 星期日及公眾假期 | 22:10-23:10 | 20           |
| 星期日及公眾假期         | 16:00-17:00                | 20                         | 星期日及公眾假期 | 23:10-00:40 | 30           |
| 星期日及公眾假期         | 17:00-18:40                | 20                         |                  |             |              |
| 星期日及公眾假期         | 18:40-23:40                | 25                         |                  |             |              |

- 綠字班次以將軍澳站為起/終點站

796P
| 將軍澳站開           | 將軍澳站開   | 將軍澳站開   | 尖沙咀東開 | 尖沙咀東開  | 尖沙咀東開   |
| 日期                 | 服務時間     | 班次（分鐘） | 日期       | 服務時間    | 班次（分鐘） |
| -------------------- | ------------ | ------------ | ---------- | ----------- | ------------ |
| 星期一至五           | 07:00、07:20 | 07:00、07:20 | 星期一至五 | 12:00-17:30 | 30           |
| 星期一至五           | 07:45-15:45  | 30           | 星期一至五 | 17:30-19:10 | 25           |
| 星期一至五           | 15:45-17:00  | 25           | 星期一至五 | 19:10-21:30 | 20           |
|                      |              |              | 星期一至五 | 21:30-00:00 | 25           |
| 星期六、日及公眾假期 | 07:00-08:15  | 25           | 星期六     | 12:00-17:00 | 30           |
| 星期六、日及公眾假期 | 08:15-15:45  | 30           | 星期六     | 17:00-20:00 | 20           |
| 星期六、日及公眾假期 | 15:45-17:00  | 25           | 星期六     | 20:00-21:30 | 30           |
|                      |              |              | 星期六     | 21:30-00:00 | 25           |
| 星期日及公眾假期     | 12:00-17:00  | 30           |            |             |              |
| 星期日及公眾假期     | 17:00-18:00  | 20           |            |             |              |
| 星期日及公眾假期     | 18:00-21:30  | 30           |            |             |              |
| 星期日及公眾假期     | 21:30-00:00  | 25           |            |             |              |

## 收費
全程：$10.3
- 采頤花園（796X）／九龍佑寧堂（796P）往尖沙咀東：$6.3
- 將軍澳隧道轉車站往將軍澳工業邨[25]（796X）／將軍澳站（796P）：$8.5
- 過將軍澳隧道後往將軍澳工業邨[25]（796X）／將軍澳站（796P）：$4.7

| - 本線設有12歲以下小童及65歲或以上長者半價優惠。 - 65歲或以上香港居民使用「樂悠咭」，以及12歲以下合資格殘疾兒童使用「殘疾人士身份」個人八達通繳付車資，均可享有每程$2.0或半價（以較低者為準）的票價優惠；12至64歲合資格殘疾人士使用「殘疾人士身份」個人八達通（包括「樂悠咭」），以及60至64歲香港居民使用「樂悠咭」繳付車資，均可享有每程$2.0或全費（以較低者為準）的票價優惠。 - 65歲或以上長者如使用長者或一般個人八達通繳付車資，則只可享有半價優惠；12至64歲合資格殘疾人士如不使用「殘疾人士身份」個人八達通，以及60至64歲人士如不使用「樂悠咭」繳付車資，必須繳付全費。 - 乘客可以現金或八達通於上車時付款，不設找續。 - 每位成人乘客可免費攜帶最多兩名4歲以下而不佔座位的兒童乘客乘車，超額之4歲以下小童必須繳付小童車費乘車。 - 九龍巴士、城巴及龍運巴士全職員工及家屬（不包括外判職員）可免費乘搭本路線，惟必須拍職員或職員家屬八達通。 - 乘客亦可使用AlipayHK「易乘碼」、支付寶、 WeChatHK／微信支付「搭車碼」、銀聯雲閃付「乘車碼」及BOC Pay「乘車碼」、具有感應式支付功能的VISA、Mastercard及銀聯卡，以及Apple Pay、Google Pay及Samsung Pay流動支付平台繳付車資。使用此支付方式的乘客可享有中途下車之分段收費，以及與其他城巴獨營路線或聯營線城巴班次之轉乘優惠，惟不適用於與非城巴路線之轉乘優惠。使用此支付方式的乘客亦不能享有「公共交通費用補貼計劃」及「長者及合資格殘疾人士公共交通票價優惠計劃」。 |

### 八達通轉乘優惠
乘客登上本線後120分鐘內以同一張八達通卡轉乘以下路線，或從以下路線登車後120分鐘內以同一張八達通卡轉乘本線，次程可獲車資折扣優惠：
796X←→793、798
- 796X往尖沙咀東 → 793往蘇屋邨或798往火炭，次程可獲$5.1折扣優惠
- 793往將軍澳工業邨或798往調景嶺站 → 796X往日出康城，次程車資全免

796X←→792M
- 796X往將軍澳 → 792M往西貢，次程可獲$1折扣優惠
- 792M往將軍澳站 → 796X往尖沙咀東，次程可獲$1折扣優惠

## 使用車輛
本線開辦時由當年專門為將軍澳路線購入的富豪超級奧林比安12米（5001-5103）掛帥，之後丹尼士三叉戟三型12米（1001-1190、3001-3062、1210-1221）也陸續加入行走本線。
隨著新巴將軍澳車廠永久新址於2013年2月1日起啟用，由於新廠設有AdBlue設備，由2013年3月起，新巴開始派出配置歐盟四型／五型引擎的亞歷山大丹尼士Enviro 500（5500-5582）行走本線，進一步加強本線的服務。
時至今日，Enviro 500（5500-5582）／Enviro 500 MMC 12米（5584-5839）為本線主力（5600除外，其中5670-5719配上新版本Facelift MK II車身），富豪B9TL（52**）、亞歷山大丹尼士Enviro 500 MMC 11.3米（40**）等也間中支援本線。

#### 車務安排
鑒於將軍澳工業邨總站位置偏僻，交通不便，故796X線安排車長於調景嶺站公共運輸交匯處進行交更或用膳。駕駛本線車長於下班或用膳前返抵將軍澳工業邨後，仍須負責駕駛巴士前往市區並沿途接載乘客直至調景嶺站，才由另一車長接續駕駛。因此，796X線往尖沙咀東方向部分班次或須於調景嶺站公共運輸交匯處稍作停留，以便車長交接，交接期間乘客可逗留在車上。

## 行車路線
796X
將軍澳工業邨開經：駿宏街、駿才街、駿盈街、駿光街、駿昌街、駿日街、環保大道、蓬萊徑、蓬萊路、環保大道、寶邑路、至善街、唐俊街、將軍澳站公共運輸交匯處、唐德街、唐俊街、唐明街、寶順路、翠嶺路、景嶺路、調景嶺站公共運輸交匯處、景嶺路、彩明街、景嶺路、寶順路、將軍澳隧道公路、將軍澳隧道、將軍澳道、觀塘繞道、太子道東、太子道西、馬頭涌道、馬頭圍道、浙江街、土瓜灣道、馬頭圍道、蕪湖街、德民街、紅磡道、紅磡繞道、梳士巴利道、漆咸道南、暢運道、康泰徑、康榮徑及康達徑。
- 由將軍澳站開出的特別班次經唐俊街、寶邑路、至善街、唐俊街、唐明街、寶順路、翠嶺路、景嶺路，然後返回調景嶺站公共運輸交匯處796X常規班次原線。

尖沙咀東開經：科學館道、暢運道、漆咸道南、梳士巴利道、紅磡繞道、紅磡南道、紅菱街、暢通道、機利士南路、蕪湖街、馬頭圍道、新柳街、漆咸道北、馬頭圍道、馬頭涌道、太子道西、太子道東、觀塘繞道、將軍澳道、將軍澳隧道、將軍澳隧道公路、寶順路、翠嶺路、景嶺路、調景嶺站公共運輸交匯處、景嶺路、唐明街、唐俊街、（寶邑路（東行）、迴旋處、寶邑路（西行）及唐俊街）、至善街、寶邑路、環保大道、駿日街、將軍澳工業邨公共運輸交匯處、駿宏街、駿才街及駿日街。
- 斜體字之街道祇適用於將軍澳站特別班次。

796P
將軍澳站開經：唐德街、唐俊街、寶邑路、至善街、唐賢街、景嶺路、調景嶺站公共運輸交匯處、景嶺路、彩明街、景嶺路、唐明街、寶康路、靈康路、寶順路、將軍澳隧道公路、將軍澳隧道、將軍澳道、觀塘繞道、啟福道、啟德隧道、東九龍走廊、漆咸道北、加士居道、佐敦道、彌敦道、梳士巴利道、漆咸道南、暢運道、康泰徑、康榮徑及康達徑。
尖沙咀東開經：科學館道、暢運道、漆咸道南、梳士巴利道、彌敦道、加士居道、漆咸道北、東九龍走廊、啟德隧道、啟福道、觀塘繞道、將軍澳道、將軍澳隧道、將軍澳隧道公路、寶邑路、寶康路、唐明街、景嶺路、翠嶺路、寶邑路、唐賢街、至善街、寶邑路及唐俊街。

### 沿線車站
796X
| 將軍澳工業邨／將軍澳站開 | 將軍澳工業邨／將軍澳站開 | 將軍澳工業邨／將軍澳站開   | 尖沙咀東開 | 尖沙咀東開           | 尖沙咀東開                 |
| 序號                     | 車站名稱                 | 位置                       | 序號       | 車站名稱             | 位置                       |
| ------------------------ | ------------------------ | -------------------------- | ---------- | -------------------- | -------------------------- |
| 1*                       | 將軍澳工業邨             | 將軍澳工業邨公共運輸交匯處 | 1          | 尖沙咀東             | 尖沙咀東巴士總站           |
| 2*                       | 駿宏街                   | 駿宏街                     | 2          | 香港科學館           | 漆咸道南                   |
| 3*                       | 駿才街                   | 駿才街                     | 3          | 麼地道               | 漆咸道南                   |
| 4*                       | 駿盈街                   | 駿盈街                     | 4          | 永安廣場             | 梳士巴利道                 |
| 5*                       | 先進製造業中心           | 駿光街                     | 5          | 紅磡南道             | 紅磡南道                   |
| 6*                       | 日出康城領都             | 環保大道                   | 6          | 機利士南路           | 機利士南路                 |
| 7*                       | 日出康城首都             | 環保大道                   | 7          | 家維邨               | 馬頭圍道                   |
| 8*                       | 邵氏影城                 | 環保大道                   | 8          | 北拱街               | 馬頭圍道                   |
| 9*                       | 清水灣半島               | 蓬萊路                     | 9          | 江西街               | 馬頭圍道                   |
| ^                        | 將軍澳站                 | 將軍澳站公共運輸交匯處     | 10         | 天光道               | 馬頭圍道                   |
| 10                       | 怡明邨                   | 至善街                     | 11         | 馬頭圍邨洋葵樓       | 馬頭涌道                   |
| 11                       | 播道書院                 | 至善街                     | 12         | 亞皆老街遊樂場       | 馬頭涌道                   |
| 12                       | 天晉II                   | 唐俊街                     | 13         | 富豪東方酒店         | 太子道東                   |
| 13*                      | 將軍澳站                 | 將軍澳站公共運輸交匯處     | 14         | 譽·港灣              | 太子道東                   |
| 14                       | 唐明街公園               | 唐明街                     | 15         | 景泰街               | 太子道東                   |
| 15                       | 調景嶺站                 | 調景嶺站公共運輸交匯處     | 16         | 將軍澳隧道巴士轉乘站 | 將軍澳隧道                 |
| 16                       | 彩明苑彩貴閣             | 彩明街                     | 17         | 調景嶺站             | 調景嶺站公共運輸交匯處     |
| 17                       | 健明邨                   | 景嶺路                     | 18         | 健明邨               | 景嶺路                     |
| 18                       | 將軍澳隧道巴士轉乘站     | 將軍澳隧道                 | 19         | 唐明苑               | 唐明街                     |
| 19                       | 采頤花園                 | 太子道東                   | 20         | TKO Spot             | 唐明街                     |
| 20                       | 譽·港灣                  | 太子道東                   | 21         | 佛教志蓮小學         | 唐俊街                     |
| 21                       | 宋皇臺公園               | 馬頭涌道                   | ^          | 將軍澳廣場           | 寶邑路                     |
| 22                       | 宋皇臺道                 | 馬頭涌道                   | ^          | 寶盈花園             | 寶邑路                     |
| 23                       | 馬頭角道                 | 馬頭涌道                   | ^          | 將軍澳站             | 將軍澳站公共運輸交匯處     |
| 24                       | 土瓜灣街市               | 馬頭圍道                   | 22*        | 寶盈花園             | 唐俊街                     |
| 25                       | 鴻福街                   | 土瓜灣道                   | 23*        | 播道書院             | 至善街                     |
| 26                       | 庇利街                   | 馬頭圍道                   | 24*        | 蓬萊路               | 環保大道                   |
| 27                       | 民裕街                   | 馬頭圍道                   | 25*        | 邵氏影城             | 環保大道                   |
| 28                       | 德民街                   | 德民街                     | 26*        | 峻瀅                 | 環保大道                   |
| 29                       | 星光大道                 | 梳士巴利道                 | 27*        | MEGA Plus 數據中心   | 環保大道                   |
| 30                       | 麼地道                   | 漆咸道南                   | 28*        | 數據技術中心         | 駿日街                     |
| 31                       | 加連威老道               | 漆咸道南                   | 29*        | 先進製造業中心       | 駿日街                     |
| 32                       | 香港科學館               | 漆咸道南                   | 30*        | 將軍澳工業邨         | 將軍澳工業邨公共運輸交匯處 |
| 33                       | 尖沙咀東                 | 尖沙咀東巴士總站           | 31*        | 電視廣播城           | 駿才街                     |
|                          |                          |                            | 32*        | 將軍澳工業邨         | 將軍澳工業邨公共運輸交匯處 |

- 往返將軍澳站的班次不停有 * 號之車站，並改停有 ^ 號之車站。

796P
| 將軍澳站開 | 將軍澳站開           | 將軍澳站開             | 尖沙咀東開 | 尖沙咀東開           | 尖沙咀東開             |
| 序號       | 車站名稱             | 位置                   | 序號       | 車站名稱             | 位置                   |
| ---------- | -------------------- | ---------------------- | ---------- | -------------------- | ---------------------- |
| 1          | 將軍澳站             | 將軍澳站公共運輸交匯處 | 1          | 尖沙咀東             | 尖沙咀東巴士總站       |
| 2          | 怡明邨               | 至善街                 | 2          | 香港科學館           | 漆咸道南               |
| 3          | 播道書院             | 至善街                 | 3          | 麼地道               | 漆咸道南               |
| 4          | 藍塘傲               | 唐賢街                 | 4          | 尖東站               | 梳士巴利道             |
| 5          | 調景嶺站             | 調景嶺站公共運輸交匯處 | 5          | 海防道               | 彌敦道                 |
| 6          | 健明邨               | 景嶺路                 | 6          | 栢麗購物大道         | 彌敦道                 |
| 7          | TKO Spot             | 唐明街                 | 7          | 柯士甸道             | 彌敦道                 |
| 8          | 尚德邨尚智樓         | 唐明街                 | 8          | 勞資審裁處           | 加士居道               |
| 9          | 靈實醫院             | 靈康路                 | 9          | 衛理道               | 加士居道               |
| 10         | 將軍澳隧道巴士轉乘站 | 將軍澳隧道             | 10         | 山谷道               | 漆咸道北               |
| 11         | 香港郵政大樓         | 啟福道                 | 11         | 香港郵政大樓         | 啟福道                 |
| 12         | 九龍佑寧堂           | 佐敦道                 | 12         | 將軍澳隧道巴士轉乘站 | 將軍澳隧道             |
| 13         | 恆豐中心             | 彌敦道                 | 13         | 富康花園             | 寶康路                 |
| 14         | 金巴利道             | 彌敦道                 | 14         | 唐明街公園           | 唐明街                 |
| 15         | 金馬倫道             | 彌敦道                 | 15         | 彩明苑彩富閣         | 景嶺路                 |
| 16         | 中間道               | 彌敦道                 | 16         | 調景嶺站             | 景嶺路                 |
| 17         | 尖東站               | 梳士巴利道             | 17         | 將軍澳中心           | 寶邑路                 |
| 18         | 麼地道               | 漆咸道南               | 18         | 天晉III              | 至善街                 |
| 19         | 加連威老道           | 漆咸道南               | 19         | 播道書院             | 至善街                 |
| 20         | 香港科學館           | 漆咸道南               | 20         | 將軍澳站             | 將軍澳站公共運輸交匯處 |
| 21         | 尖沙咀東             | 尖沙咀東巴士總站       |            |                      |                        |

## 使用狀況
796X及796P兩線起訖點相若，但客源卻不盡相同。前者的乘客主要前往新蒲崗、土瓜灣及紅磡，甚少搭畢全程，前往尖沙咀的乘客大多選搭車程較快的後者。

### 796X
因九龍城及土瓜灣多年來沒有鐵路服務，即使地鐵將軍澳綫通車亦未有動搖到796X線的客量。由於九龍城區中學學額不足，該區不少學生需要跨區往將軍澳讀書，使本線來回方向的客量也相當不俗，更是少數早上繁忙時間往將軍澳方向會客滿的路線，新巴甚至需要由過海巴士路線抽調車輛支援本線，其他來往土瓜灣、紅磡至新界區的路線甚為少見。雖然屯馬綫已於2021年6月27日全綫通車，但因乘坐港鐵需在鑽石山站轉車，本線在行車時間及車資方面仍佔上風。再加上九龍城區內不少建築物、住宅距離鐵路站出入口甚遠，對於不欲轉車及希望一程過的乘客仍會以此線為首選。
雖然很少將軍澳居民會乘搭796X線前往尖沙咀，但對於土瓜灣及紅磡的居民而言，本線車資較九巴5、5C、8線便宜，行車時間更短，有一定的吸引力。另外，因796X線的班次、車資、服務時段及範圍遠比同樣服務將軍澳工業邨和日出康城的城巴793優勝，令本線成為九龍往返日出康城的重要路線之一。惟因總站地處偏遠，區內行車時間大幅拉長至超過30分鐘，故脫班問題相當嚴重。自將軍澳隧道轉車站啟用後，部分乘客選擇免費轉乘797，縮短往來康城、工業邨的車程。

### 796P
將軍澳市中心及調景嶺一帶曾經長時間沒有往返尖沙咀的巴士服務，居民只能依賴需多重轉車的港鐵，反觀九巴早年已在附近的尚德邨、廣明苑營運能直達尖沙咀的296D線。西貢區議會曾要求將296D線延長至調景嶺，九巴不表反對卻因運輸署和新巴反對而作罷。事實上，新巴在1999年投得將軍澳南的巴士路線經營權時，標書列明後來的796X線可由紅磡碼頭延伸至九龍站，但最終796X線延伸至尖沙咀的計劃被擱置至2011年方可成事。同時新巴獲准開辦796P線，為日出康城、將軍澳市中心及調景嶺提供直達尖沙咀東的巴士服務，毋須途經新蒲崗至紅磡。
796P線開辦初期，日出康城只有第一期「首都」落成，加上於尖沙咀的服務範圍僅限於東部，因此乘客量偏低。隨著將軍澳人口不斷增加，區內乘客對特快往返尖沙咀的需求變得殷切，運輸署已在2018年9月、2019年第三至第四季及2021年7月把796P線分階段提升至每日指定時段服務。但796P於2018年改道後，巴士須先經佐敦及彌敦道才往漆咸道南，不再直達尖東。新增時段的大部分班次平均只有不足10人乘搭，故有區議員要求此路線增設直達尖東的特別班次，但新巴卻表示錄得改道後客量較2017年同期增加約20-30%。
城巴雖號稱796P線為尖沙咀特快路線，其實只限於在調景嶺及尚德邨登車的乘客。對日出康城的乘客而言，乘搭796P線往往需要在區內繞路達30分鐘，相當費時失事。將軍澳－藍田隧道及將軍澳跨灣連接路於2022年底通車，新巴新開辦的790線提供更直接往返康城和尖沙咀的巴士服務，進一步分薄本線的客量。不過本線憑著較便宜的車資，上午繁忙時間在尚德邨也能吸引若干希望「搭平車」的乘客。另外由於回程走線能直達富康花園，不少乘客也樂於乘坐本線再步行前往將軍澳市中心各屋苑或商場。因此2024年9月796P縮短至將軍澳站，連同區內改道的795X，集中客源在將南。

## 事件
- 2023年1月1日：下午五時許，一輛往尖沙咀方向的新巴796P線雙層巴士在康城路近日出康城對開失控剷上行人路後，衝入草叢並向左翻側，事件造成至少31人受傷。肇事新巴車長被警方以涉嫌危險駕駛為由拘捕。[36][37]